# Stainasjaure
Stainasjaure är en sjö i Gällivare kommun i Lappland och ingår i Luleälvens huvudavrinningsområde. Sjön har en area på 1,49 kvadratkilometer och ligger 409,2 meter över havet. Sjön avvattnas av vattendraget Stainasjåkkå.

## Delavrinningsområde
Stainasjaure ingår i det delavrinningsområde (744963-167614) som SMHI kallar för Utloppet av Stainasjaure. Medelhöjden är 422 meter över havet och ytan är 15,77 kvadratkilometer. Räknas de 2 avrinningsområdena uppströms in blir den ackumulerade arean 22,41 kvadratkilometer. Stainasjåkkå som avvattnar avrinningsområdet har biflödesordning 2, vilket innebär att vattnet flödar genom totalt 2 vattendrag innan det når havet efter 232 kilometer. Avrinningsområdet består mestadels av skog (59 procent) och sankmarker (31 procent). Avrinningsområdet har 1,55 kvadratkilometer vattenytor vilket ger det en sjöprocent på 9,8 procent.